# Wurzenpasset
Wurzenpasset (tyska: Wurzenpass, slovenska: Korensko sedlo) eller bara Koren (slovenska) är ett högt bergspass vid Karawankenbergskedjan I Södra kalkalperna, på gränsen mellan Arnoldstein i Kärnten, Österrike och Kranjska Gora i Slovenien. Det har namngivits efter närliggande byn Podkoren (Wurzen).
Den sammanbinder B109 Wurzenpass Straße från Villach med slovenska väg nummer 201 till A2-motorvägen och Ljubljana. Lutningen på 1 073 meter gör vägen mycket kurvig, med en lutning på max 18 %.
Wurzenpasset har varit en historisk korsning vid Karawanken, även om huvudrutten inom handel  gick från Hertigdömet Kärnten till Trieste, Österrikiska kustlandet och Carniola från Tarvisio längsmed Predilpasset och den höga Ratečedalen som var mycket enklare att ta sig genom. Dess betydelse ökade då man byggt klart den första grusvägen 1734. Under det Kalla krigets dagar byggde Österrikes väpnade styrkor flera försvarsanläggningar och bunkrar längsmed Wurzenpass Straße som i dag är öppna för allmänheten i anknytning till ett dokumentationscentrum.
Innan Karawanken-motorvägstunneln öppnades 1991, var Wurzenpasset tillsammans med östra Loibl (Ljubelj) en av de viktigare genomfartslederna för vägtrafiken mellan Österrike och  Jugoslavien, och var även startpunkt för autoput-vägen till Grekland och Turkiet. Då Slovenien blivit en del av Schengenområdet 2004, avskaffades gränskontrollerna den 21 december 2007.

### Fotnoter
1. ↑  ”EU member countries” (på engelska). Europeiska unionen. 1 juli 2013. http://europa.eu/about-eu/countries/member-countries/. Läst 5 januari 2015.